# Neuquén, Argentina
Neuquén (phát âm tiếng Tây Ban Nha: [neuˈken]) là một thành phố thủ phủ tỉnh Neuquén của Argentina. Dân số thành phố theo điều tra năm 2010 là 255.000 người, là thành phố lớn thứ 18 quốc gia này. Neuquén nằm ở phía đông của tỉnh, tại hợp lưu của sông Limay và Neuquen. Đây là thành phố lớn nhất ở Patagonia.

## Khí hậu
| Dữ liệu khí hậu của Neuquén (1961–1990)               | Dữ liệu khí hậu của Neuquén (1961–1990) | Dữ liệu khí hậu của Neuquén (1961–1990) | Dữ liệu khí hậu của Neuquén (1961–1990) | Dữ liệu khí hậu của Neuquén (1961–1990) | Dữ liệu khí hậu của Neuquén (1961–1990) | Dữ liệu khí hậu của Neuquén (1961–1990) | Dữ liệu khí hậu của Neuquén (1961–1990) | Dữ liệu khí hậu của Neuquén (1961–1990) | Dữ liệu khí hậu của Neuquén (1961–1990) | Dữ liệu khí hậu của Neuquén (1961–1990) | Dữ liệu khí hậu của Neuquén (1961–1990) | Dữ liệu khí hậu của Neuquén (1961–1990) | Dữ liệu khí hậu của Neuquén (1961–1990) |
| Tháng                                                 | 1                                       | 2                                       | 3                                       | 4                                       | 5                                       | 6                                       | 7                                       | 8                                       | 9                                       | 10                                      | 11                                      | 12                                      | Năm                                     |
| ----------------------------------------------------- | --------------------------------------- | --------------------------------------- | --------------------------------------- | --------------------------------------- | --------------------------------------- | --------------------------------------- | --------------------------------------- | --------------------------------------- | --------------------------------------- | --------------------------------------- | --------------------------------------- | --------------------------------------- | --------------------------------------- |
| Cao kỉ lục °C (°F)                                    | 42.3 (108.1)                            | 41.6 (106.9)                            | 36.5 (97.7)                             | 32.5 (90.5)                             | 29.7 (85.5)                             | 28.1 (82.6)                             | 24.6 (76.3)                             | 27.4 (81.3)                             | 32.1 (89.8)                             | 35.6 (96.1)                             | 40.8 (105.4)                            | 40.4 (104.7)                            | 42.3 (108.1)                            |
| Trung bình ngày tối đa °C (°F)                        | 31.4 (88.5)                             | 30.3 (86.5)                             | 26.7 (80.1)                             | 21.8 (71.2)                             | 16.8 (62.2)                             | 13.0 (55.4)                             | 12.9 (55.2)                             | 15.8 (60.4)                             | 18.9 (66.0)                             | 22.8 (73.0)                             | 27.0 (80.6)                             | 30.0 (86.0)                             | 22.3 (72.1)                             |
| Trung bình ngày °C (°F)                               | 23.3 (73.9)                             | 22.0 (71.6)                             | 18.2 (64.8)                             | 13.3 (55.9)                             | 9.2 (48.6)                              | 6.1 (43.0)                              | 5.6 (42.1)                              | 8.1 (46.6)                              | 11.2 (52.2)                             | 15.3 (59.5)                             | 19.3 (66.7)                             | 22.2 (72.0)                             | 14.5 (58.1)                             |
| Tối thiểu trung bình ngày °C (°F)                     | 14.8 (58.6)                             | 13.8 (56.8)                             | 11.7 (53.1)                             | 6.2 (43.2)                              | 3.1 (37.6)                              | 0.6 (33.1)                              | −0.1 (31.8)                             | 1.3 (34.3)                              | 3.9 (39.0)                              | 7.7 (45.9)                              | 11.3 (52.3)                             | 14.0 (57.2)                             | 7.4 (45.3)                              |
| Thấp kỉ lục °C (°F)                                   | 2.3 (36.1)                              | 2.1 (35.8)                              | −5.3 (22.5)                             | −3.6 (25.5)                             | −8.3 (17.1)                             | −12.8 (9.0)                             | −11.0 (12.2)                            | −10.6 (12.9)                            | −7.0 (19.4)                             | −2.6 (27.3)                             | −0.9 (30.4)                             | 3.7 (38.7)                              | −12.8 (9.0)                             |
| Lượng Giáng thủy trung bình mm (inches)               | 15.9 (0.63)                             | 14.7 (0.58)                             | 26.7 (1.05)                             | 15.8 (0.62)                             | 12.4 (0.49)                             | 16.4 (0.65)                             | 14.6 (0.57)                             | 11.1 (0.44)                             | 16.9 (0.67)                             | 18.6 (0.73)                             | 9.6 (0.38)                              | 13.6 (0.54)                             | 186.3 (7.33)                            |
| Số ngày giáng thủy trung bình (≥ 0.1 mm)              | 3                                       | 3                                       | 4                                       | 4                                       | 5                                       | 5                                       | 6                                       | 4                                       | 4                                       | 5                                       | 3                                       | 4                                       | 50                                      |
| Độ ẩm tương đối trung bình (%)                        | 37.3                                    | 43.0                                    | 52.7                                    | 61.0                                    | 66.3                                    | 69.3                                    | 69.3                                    | 58.7                                    | 49.7                                    | 45.0                                    | 38.3                                    | 36.7                                    | 52.3                                    |
| Số giờ nắng trung bình tháng                          | 313.1                                   | 293.8                                   | 254.2                                   | 216.0                                   | 148.8                                   | 120.0                                   | 133.3                                   | 182.9                                   | 192.0                                   | 260.4                                   | 282.0                                   | 279.0                                   | 2.675,5                                 |
| Phần trăm nắng có thể                                 | 69.3                                    | 76.3                                    | 66.7                                    | 65.0                                    | 48.3                                    | 42.0                                    | 44.3                                    | 55.3                                    | 54.0                                    | 63.3                                    | 66.0                                    | 60.0                                    | 59.2                                    |
| Nguồn 1: Secretaria de Mineria                        |                                         |                                         |                                         |                                         |                                         |                                         |                                         |                                         |                                         |                                         |                                         |                                         |                                         |
| Nguồn 2: Servicio Meteorológico Nacional (ngày giáng) |                                         |                                         |                                         |                                         |                                         |                                         |                                         |                                         |                                         |                                         |                                         |                                         |                                         |